# 蒙加亚尔 (上比利牛斯省)
蒙加亚尔（法語：Montgaillard，法語發音：[mɔ̃ɡajaʁ] ⓘ）是法国上比利牛斯省的一个市镇，位于该省东南部，属于巴涅尔德比戈尔区。

## 地理
蒙加亚尔（43°7'28"N, 0°6'29"E）面积9.64 平方千米，位于法国奧克西塔尼大區上比利牛斯省，该省份为法国西南部内陆省份，北至热尔省，西接大西洋比利牛斯省，南与西班牙接壤，东临上加龙省。
与蒙加亚尔接壤的市镇（或旧市镇、城区）包括：伊斯、昂蒂斯、阿斯蒂格、卢克吕、奥尔迪藏、奥里尼亚克、特雷邦斯、旧阿杜尔。

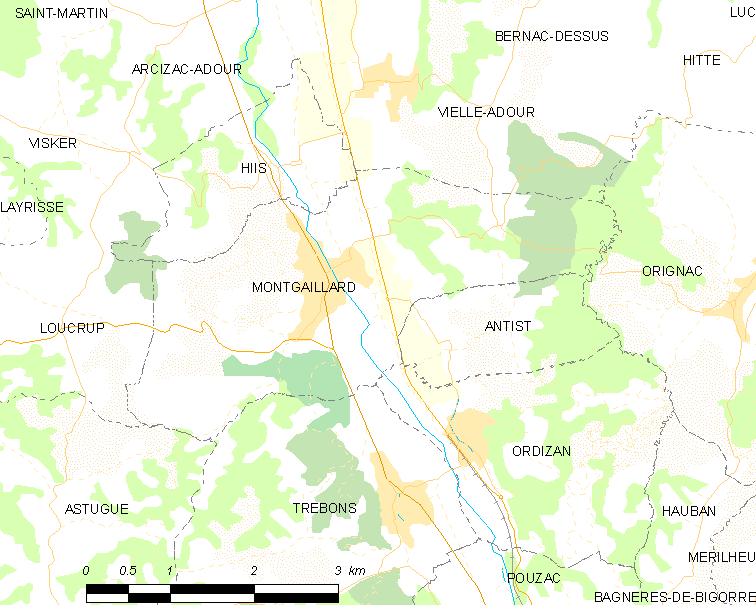
的OSM定位图

蒙加亚尔的时区为UTC+01:00、UTC+02:00（夏令时）。

## 行政
蒙加亚尔的邮政编码为65200，INSEE市镇编码为65320。

## 政治
蒙加亚尔所属的省级选区为上比戈尔县。

## 人口

1962-2008年间人口变化图示

蒙加亚尔于2022年1月1日时的人口数量为813人。